# Karl Richard Lepsius
Karl Richard Lepsius (23. prosince 1810 Naumburg an der Saale – 10. července 1884 Berlín) byl pruský vědec – zakladatel německé egyptologie. Věnoval se zejména otázkám egyptské filologie, chronologie a dějinám. Zasloužil se o dopracování a zpřesnění metody čtení egyptského písma a přispěl k hlubšímu poznání egyptštiny. 
V letech 1842–1845 vedl vědeckou Královskou pruskou expedici do Egypta a Etiopie, známou později jako Lepsiova expedice. Jejím hlavním cílem bylo měření, zachycení podoby staroegyptských památek a opisování nápisů; výsledkem se stalo monumentální dílo Denkmäler aus Ägypten und Äthiopien vydané v letech 1849–1859.
Od roku 1846 byl profesorem egyptologie na univerzitě v Berlíně. V letech 1855 až 1884 byl ředitelem Egyptského oddělení Královských muzeí v Berlíně a od roku 1873 až do své smrti vedoucím Královské knihovny v Berlíně.

## Život
Byl jedním z devíti dětí právníka Carla Petra Lepsia, úředníka saského města Naumburg a jeho manželky Friederike. Studoval dějiny, filozofii a jazykovědu na univerzitách v Lipsku, Göttingenu a Berlíně. V roce 1833 získal doktorát. Dizertační práci psal o eugubinských tabulkách (7 měděných desek nalezených v roce 1444 u Perugie), na nichž byly zaznamenány informace o umbrijských božstvech. V červenci 1833 odešel do Paříže, kde navštěvoval egyptologické přednášky a zaměřil se hlavně na studium egyptských hieroglyfů. Pečlivě přitom opisoval všechny dostupné hieroglyfické texty. S podporou pruského vyslance von Bunsena, který pro něj vymohl stipendium Berlínské akademie věd, se koncem roku 1835 vydal na studijní cestu do Říma. Byl jmenován tajemníkem Archeologického ústavu, kde měl k dispozici mnoho písemných dokumentů ze starověkého Egypta. Na základě jejich studia dokázal, že ve starém egyptském písmu nejsou používány samohlásky a že jedno slovo lze napsat různými způsoby. Své poznatky shrnul v roce 1837 v dopise napsaném profesorovi Rosellinimu, který byl Champollionovým žákem. V Římě setrval do roku 1838, kdy následoval Bunsena do Londýna a Leidenu. Přestože se později názorově rozešli, Bunsen podpořil u Fridricha Wilhelma IV. Lepsiův návrh na uspořádání pruské vědecké expedice do Egypta s cílem katalogizovat všechny památky a poznatky o nich zpřístupnit k dalšímu výzkumu.

### Královská pruská expedice
Lepsius sestavil tým odborníků a 1. září 1842 se vydal na cestu. V Alexandrii obdržel od paši Muhammada Alího povolení k vývozu památek podle vlastního uvážení. Až do poloviny května 1843 výprava zkoumala lokality v Gíze, Abúsíru a Sakkáře, přičemž si Lepsius počínal velmi systematicky. Začal označovat pyramidy římskými čísly a dostal se až k číslu 67. Narozeniny pruského krále výprava oslavila výstupem na vrchol Chufuovy pyramidy a vánoce oslavil v její pohřební komoře. Další část expedice pokračovala v okolí Fajjúmské oázy, asi 150 km od Káhiry s cílem nalézt bájný labyrint, který byl poprvé popsán starověkými historiky Hérodotem a Strabónem. Lepsius z vrcholu hawarské pyramidy rozpoznal půdorys zádušního chrámu a při vykopávkách objevil nápisy se jménem faraona Amenemheta III. V září 1843 vypluli z Káhiry po Nilu, dostali se až do Chartúmu nedaleko soutoku Modrého a Bílého Nilu. Probádali velká území Horního Egypta, Núbie a Etiopie. Lepsius vedl vykopávky v Gebel es-Silsile, na ostrově Philae i v sutinách starého hlavního města Meroe, ale věnoval se i studiu místních jazyků. Zkoumal znaky merojského písma, které se mu však nepodařilo rozluštit. Na podzim roku 1844 se výprava utábořila u Asuánu, kde pět měsíců zkoumali chrámy a hrobky v Luxoru, Karnaku a západních Thébách. V závěru expedice se Lepsius přepravil na Sinaj, kde chtěl nalézt Boží horu. Na podzim roku 1845 se Lepsius vydal na cestu domů přes Sýrii a Konstantinopol. Během výpravy Lepsius shromáždil na 15 000 předmětů, které se staly základem sbírky Egyptského muzea v Berlíně. Písemná dokumentace obsahovala nákresy, plány a půdorysy památek a archeologických lokalit i záznamy textových nápisů. Po návratu do Berlína byl přijat s velkou slávou, pruský král mu poskytl finanční prostředky k publikování výsledků. Své poznatky a nálezy zveřejnil ve dvanáctisvazkové publikaci Denkamaelern aus Aegypten und Aethiopien (Památky z Egypta a Etiopie), která byla vydávána postupně v letech 1849–1859. Její součástí bylo 894 velkoformátových obrazových příloh (55x70 cm).

### Kariéra v Berlíně

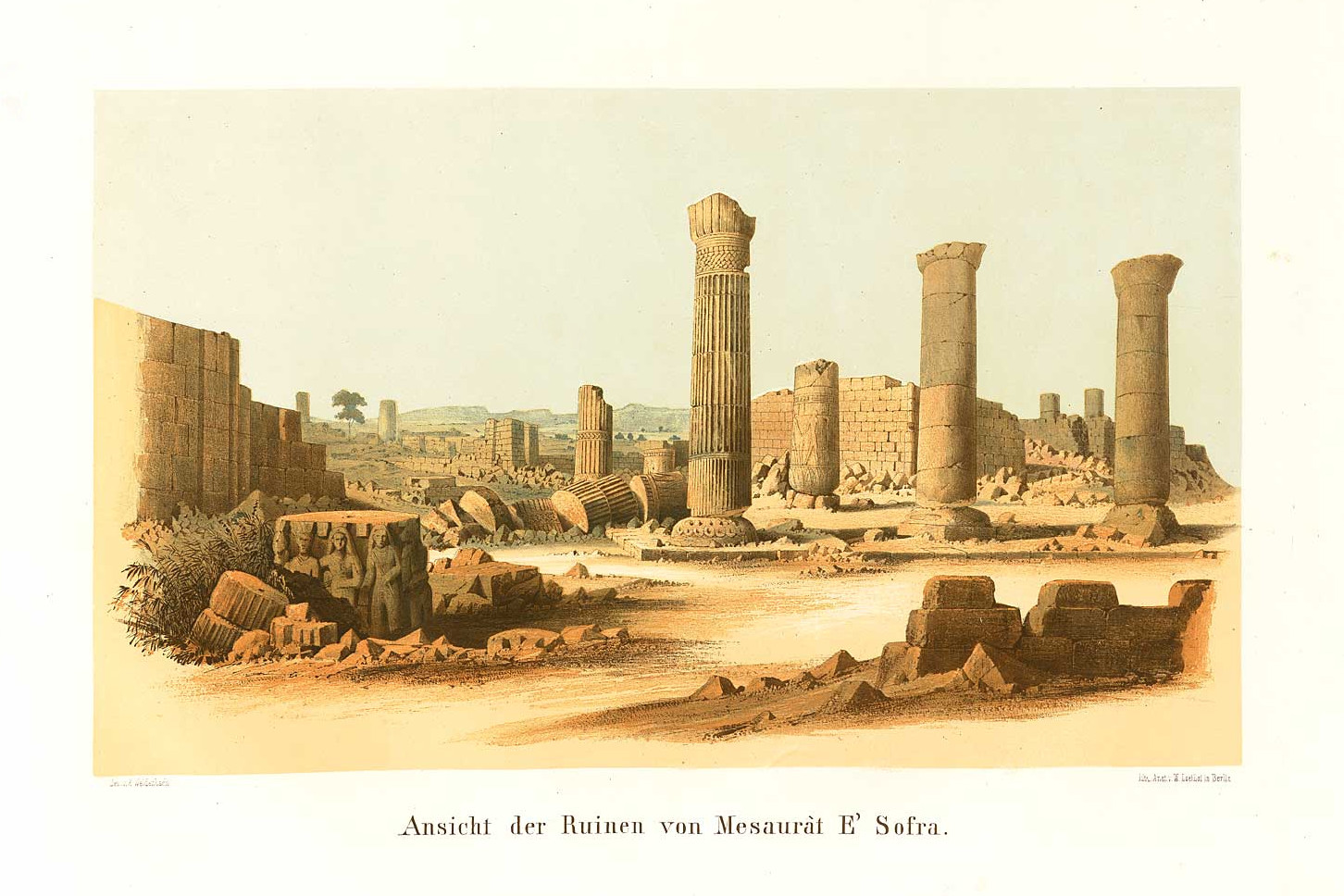
vyobrazení z knihy Památky z Egypta a Etiopie

Lepsius byl v roce 1846 jmenován řádným profesorem Berlínské univerzity a posléze i členem Pruské akademie věd. Od roku 1855 vykonával spolu se zakladatelem Giuseppem Passalacquou funkci ředitele Egyptského muzea v Berlíně a po jeho smrti převzal v roce 1865 za muzeum plnou odpovědnost.
Na jaře 1866 podnikl Lepsius druhou cestu do Egypta, zejména aby provedl geografické výzkumy v deltě Nilu. Během této cesty našel v Džanetu – spolu s rakouským egyptologem Leo Reinischem – kamennou stélu s řeckým a egyptským textem dekretu z Kanopu. Nápis ve třech druzích písma (hieroglyfickém, démotickém a řeckém) posloužil k ověření správnosti čtení egyptského písma. Kromě vědecké hodnoty byl tento nález spojen s pozdějším sporem o autorství objevu. Lepsius také zůstal v Egyptě při otevření Suezského průplavu na podzim roku 1869. Podílel na tvorbě mapového podkladu pro Baedekerovy cestovní průvodce, a to svazky Dolní a Horní Egypt.
V letech 1867 až 1880 byl prezidentem Německého archeologického institutu v Římě. V roce 1873 byl Lepsius jmenován hlavním knihovníkem (ředitelem) Královské knihovny v Berlíně. Byl redaktorem Zeitschrift für ägyptische Sprache und Altertumskunde, základního vědeckého časopisu pro nový obor egyptologie. 

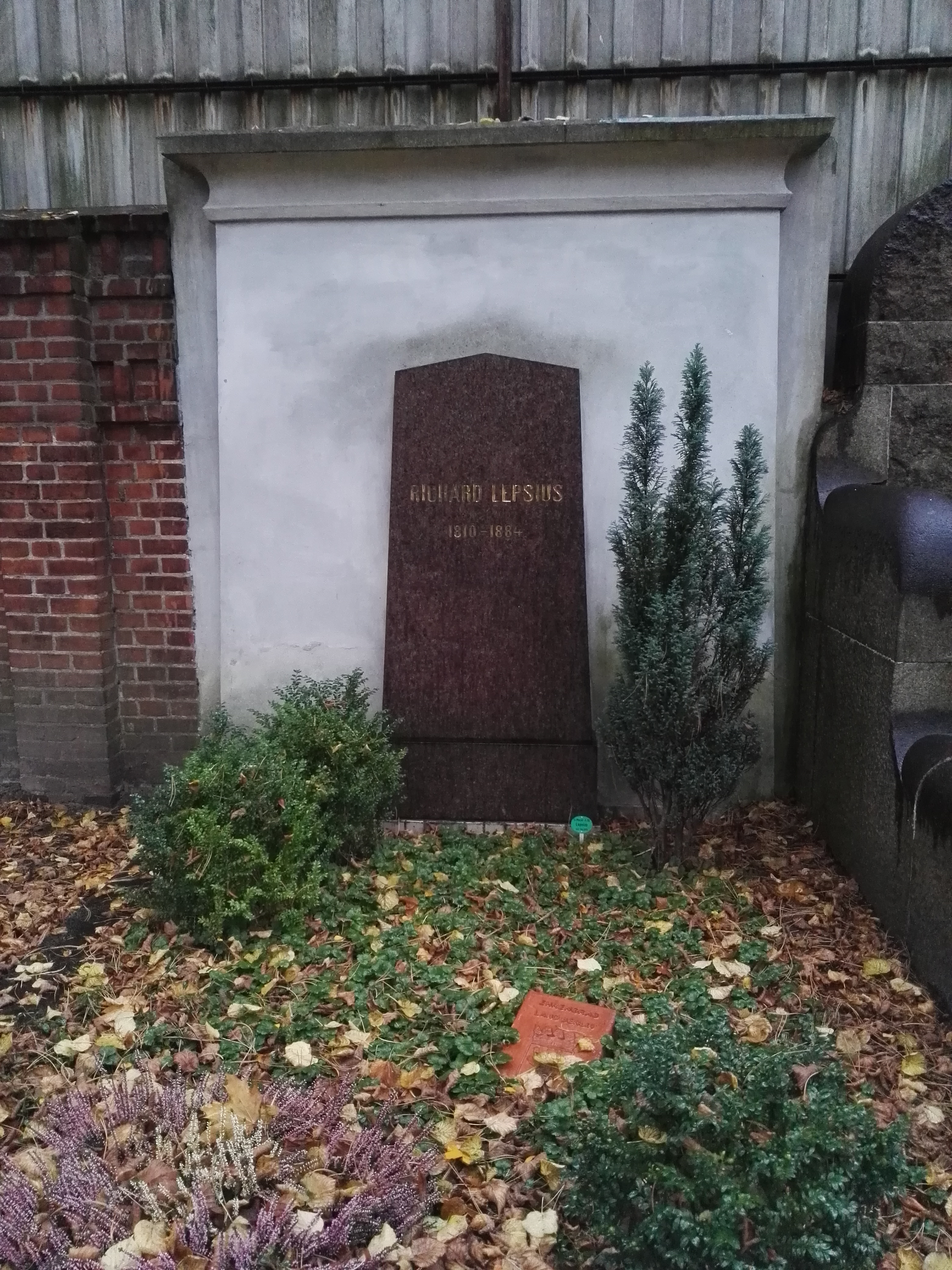
Lepsiův hrob v Berlíně

Napsal více než 140 vědeckých prací, kromě nejznámějších Památek z Egypta a Etiopie mezi ně patří např. uznávaná Kniha králů starého Egypta (Königsbuch der alten Ägypter, 1858) nebo Nejstarší texty Knihy mrtvých podle sarkofágů staroegyptské říše v Berlínských muzeích (Älteste Texte des Todtenbuchs nach Sarcophagen des altägyptischen Reichas und Berliner Museum, 1867). V roce 1842 publikoval turinský rukopis Iufanchovy Knihy mrtvých (Das Totenbuch der Aegypter nach dem hieroglyphischen Papyrus Turin).

### Soukromý život
V červenci 1846 se Lepsius oženil s osmnáctiletou Elisabeth Kleinovou. S manželkou měli šest dětí. V roce 1855 si postavil si venkovské sídlo ve stylu tudorské gotiky s velkou zahradou na Bendlerově ulici. Rezidenci musel ve stáří prodat a nechal si postavit menší dům, v němž 10. července 1884 zemřel na rakovinu žaludku. Jeho hrob (čestný hrob města Berlína) se nachází na Katedrálním hřbitově II v Berlíně-Weddingu.

## Ocenění
Lepsius získal v roce 1869 bavorský Maxmiliánův řád za vědu a umění a Královskou zlatou medaili a v roce 1872 obdržel pruský řád Pour le Mérite. Byl členem mnoha vědeckých společností a akademií v Německu i v zahraničí. V roce 1853 byl zvolen do Americké akademie umění a věd. V roce 1864 se stal čestným členem Královské společnosti v Edinburghu a v roce 1875 přidruženým členem Belgické královské akademie. 